# I Dischi del Sole
I Dischi del Sole è stata una casa discografica fondata a Milano nel 1963 in seno alle Edizioni Avanti!.

## Storia
Nata come casa discografica militante, sull'onda dell'esperienza precedente del Cantacronache, fino alla fine degli anni settanta ha pubblicato canzonieri popolari e album della canzone impegnata italiana.
Fausto Amodei, Gualtiero Bertelli, Caterina Bueno, Paolo Ciarchi, Giovanna Daffini, Ivan Della Mea, Giovanna Marini, Paolo Pietrangeli, Michele L. Straniero sono alcuni dei nomi più importanti che hanno pubblicato o curato album per questa casa discografica.
Alla fine degli anni novanta il catalogo è stato acquistato dall'Ala Bianca (casa discografica di proprietà di Toni Verona, distribuita dalla EMI Italiana, quindi dal gruppo Warner), che ha ristampato in CD molti materiali (LP interi e canzoni sparse) della casa discografica.
La sua storia è raccontata nel documentario I dischi del sole del 2004 diretto dal regista Luca Pastore.

## Copertine
Tra i primi curatori delle copertine della casa discografica è possibile citare Giancarlo Iliprandi, che nel 1964 realizzò, ad esempio, le copertine per le raccolte di EP Canti anarchici, Canti della Resistenza italiana, Canti repubblicani, Canzoni in osteria, Canzoni popolari sarde, Canzoni popolari veneziane, eccetera.

## I dischi pubblicati
Per la datazione ci siamo basati sull'etichetta del disco, o sul vinile o, infine, sulla copertina; qualora nessuno di questi elementi avesse una datazione, ci siamo basati sulla numerazione del catalogo; se esistenti, abbiamo riportato oltre all'anno il mese e il giorno (quest'ultimo dato si trova, a volte, stampato sul vinile).

### 33 giri L'altra Italia
| Numero di catalogo | Anno                                      | Interprete                                     | Titoli                                                                            |
| ------------------ | ----------------------------------------- | ---------------------------------------------- | --------------------------------------------------------------------------------- |
| DS 101/3           | 1964 e ristampe di aprile e novembre 1965 | Esecutori vari del Nuovo Canzoniere Italiano   | Le canzoni di Bella ciao                                                          |
| DS 104/6           | 1965                                      | Esecutori vari                                 | La prima Internazionale                                                           |
| DS 107/109         | 1965                                      | -                                              | Arrendersi o perire. Le giornate del 25 aprile                                    |
| DS 110/112         | 1965                                      | -                                              | Il cavaliere crudele                                                              |
| DS 113/115         | 1966                                      | -                                              | Il Vietnam è qui                                                                  |
| DS 116/18          | 1966                                      | Esecutori vari                                 | Addio padre. La guerra di Belochio, di Palma e di Badoglio                        |
| DS 119/21          | 1966                                      | Esecutori vari del Nuovo Canzoniere Italiano   | Ci ragiono e canto                                                                |
| DS 122/124         | 1966                                      | Ivan Della Mea                                 | Io so che un giorno                                                               |
| DS 125/27/CL       | settembre 1966                            | Esecutori vari                                 | Folk Festival n° 1                                                                |
| DS 128/130         | 1966                                      | Giovanna Marini                                | Vi parlo dell'America                                                             |
| DS 131/133         | 1966                                      | Gli Aggius                                     | Coro del Galletto di Gallura                                                      |
| DS 134/136         | 1966                                      | Sergio Liberovici con esecutori vari           | Ogni giorno tutti i giorni                                                        |
| DS 137/139         | 1966                                      | a cura di Sergio Liberovici con esecutori vari | Canti del Lager                                                                   |
| DS 140/142         | 1966                                      | Matteo Salvatore                               | Il lamento dei mendicanti                                                         |
| DS 143/145         | 1967                                      | Sandra Mantovani                               | E per la strada (storie dell'Italia settentrionale)                               |
| DS 146/148         | 1967                                      | Giovanna Daffini - Vittorio Carpi              | Una voce un paese                                                                 |
| DS 149/151         | 1967                                      | Giovanna Marini                                | Chiesa Chiesa                                                                     |
| DS 152/54/CL       | 1968                                      | Esecutori vari                                 | Addio Lugano bella. Antologia della canzone anarchica in Italia                   |
| DS 155/57/CL       | febbraio 1968                             | Caterina Bueno                                 | La veglia                                                                         |
| DS 155/157         | 1968                                      | Gruppo Padano di Piadena                       | I giorni cantati                                                                  |
| DS 158/160         | -                                         | -                                              | Avanti popolo alla riscossa                                                       |
| DS 161/163         | -                                         | -                                              | L'ordine nuovo                                                                    |
| DS 164/166         | -                                         | Gruppo Padano di Piàdena                       | I giorni cantati                                                                  |
| DS 167/169         | 1968                                      | Giorgio Gaslini                                | Il fiume Furore                                                                   |
| DS 170/172         | 1968                                      | Giovanna Marini                                | Lunga vita allo spettacolo / Viva Voltaire e Montesquieu                          |
| DS 173/175         | 1968                                      | Canzoniere Popolare Veneto                     | Addio Venezia addio                                                               |
| DS 176/178         | 1968                                      | Esecutori vari                                 | Folk festival n° 2                                                                |
| DS 179/181         | -                                         | -                                              | L'America della Contestazione                                                     |
| DS 182/184         | 1968                                      | Luigi Nono                                     | Non consumiamo Marx                                                               |
| DS 185/187         | -                                         | -                                              | Canti e racconti di prigionia                                                     |
| DS 188/190         | -                                         | -                                              | Osteria osteria                                                                   |
| DS 191/193         | 1970                                      | Gualtiero Bertelli                             | I giorni della lotta                                                              |
| DS 194/196         | 1970                                      | Judith Reyes                                   | Messico oppresso                                                                  |
| DS 197/199         | 1970                                      | Paolo Pietrangeli                              | Mio caro padrone domani ti sparo                                                  |
| DS 1000/1002       | 1970                                      | Esecutori vari                                 | Le canzoni de La Grande Paura                                                     |
| DS 1003/1005       | 1971                                      | Giovanna Marini                                | Controcanale 70                                                                   |
| DS 1006/1008       | 1972                                      | Cicciu Busacca                                 | Un uomo che viene dal sud                                                         |
| DS 1009/1011       | 1972                                      | Ivan Della Mea                                 | Se qualcuno ti fa morto                                                           |
| DS 1012/1014       | 1972                                      |                                                | Compagno Vietnam                                                                  |
| DS 1015/1017       | 1972                                      | Giovanna Marini                                | La nave - La creatora                                                             |
| DS 1018/1020       | 1972                                      | Emilio Jona - Sergio Liberovici                | Il 29 luglio del 1900                                                             |
| DS 1021/1023       | 1972                                      | Fausto Amodei                                  | Se non li conoscete                                                               |
| DS 1024/1026       | 1973                                      | Alberto D'Amico                                | Ariva i barbari                                                                   |
| DS 1027/1029       | 1973                                      | Compagni avanti il gran partito                | Inni proletari della piazza                                                       |
| DS 1030/1032       | 1973                                      | Canzoniere del Lazio                           | Quando nascesti tune                                                              |
| DS 1033/1035       | 1974                                      | Paolo Pietrangeli                              | Karlmarxstrasse                                                                   |
| DS 1036/1038       | 1974                                      | Giovanna Marini                                | L'eroe (ballata nuova)                                                            |
| DS 1039/1041       | 1974                                      | Alfredo Bandelli                               | Fabbrica galera piazza                                                            |
| DS 1042/1044       | 1974                                      | Fausto Amodei                                  | L'ultima crociata                                                                 |
| DS 1045/1047       | 1974                                      | Ivan Della Mea                                 | Ringhera                                                                          |
| DS 1048/1050       | 1974                                      |                                                | Pietà l'è morta. Canti della Resistenza italiana 1                                |
| DS 1051/1053       | 1975                                      | Autori vari                                    | Con la guerriglia. Canti della Resistenza italiana 2                              |
| DS 1054/1056       | 1975                                      | Gualtiero Bertelli                             | Mi voria saver                                                                    |
| DS 1057/1059       | 1975                                      | Paolo Pietrangeli                              | I Cavalli di Troia                                                                |
| DS 1060/1062       | 1975                                      | Ivan Della Mea                                 | Fiaba grande                                                                      |
| DS 1063/65         | 1975                                      | Giovanna Daffini                               | Amore mio non piangere                                                            |
| DS 1069/1071       | 1976                                      | Paolo Pietrangeli                              | Lo sconforto                                                                      |
| DS 1075/1077       | 1976                                      | Pino Masi                                      | Compagno sembra ieri                                                              |
| DS 1087/89         | 1977                                      | Gualtiero Bertelli                             | Nina                                                                              |
| DS 1090/1092       | 1978                                      | Ivan Della Mea                                 | La piccola ragione di allegria                                                    |
| DS 1099/01         | novembre 1978                             | Esecutori vari                                 | Quella sera a Milano era caldo... - Antologia della canzone anarchica in Italia 2 |
| DS 1102/1104       | 1979                                      | Paolo Pietrangeli                              | Cascami                                                                           |
| DS 1114/1116       | 1979                                      | Ivan Della Mea                                 | Sudadio Giudabestia                                                               |
| DS 1120/1122       | 1980                                      | Ivan Della Mea                                 | Sudadio Giudabestia 2                                                             |

### 33 giri L'Italia nelle canzoni
| Numero di catalogo | Anno | Interprete | Titoli                                                      |
| ------------------ | ---- | ---------- | ----------------------------------------------------------- |
| DS 301/3           | -    | -          | La Prima Internazionale                                     |
| DS 304/6           | -    | -          | Addio padre                                                 |
| DS 307/9           | -    | -          | Il bosco degli alberi - Storia dell'Unità d'Italia - vol. 1 |
| DS 310/12          | -    | -          | Il bosco degli alberi - Storia dell'Unità d'Italia - vol. 2 |
| DS 313/15          | -    | -          | Povero Matteotti                                            |

### 33 giri Gli uomini le opere i giorni
| Numero di catalogo | Anno | Interprete         | Titoli                                         |
| ------------------ | ---- | ------------------ | ---------------------------------------------- |
| DS 502/4           | -    | -                  | La Resistenza in Emilia-Romagna - volume 1     |
| DS 505/7           | -    | -                  | La Resistenza in Emilia-Romagna - volume 2     |
| DS 508/10          | -    | -                  | Italia - Le stagioni degli anni '70 - volume 1 |
| DS 511/13          | -    | -                  | Italia - Le stagioni degli anni '70 - volume 2 |
| DS 514/16          | -    | Sorelle Bettinelli | E la partenza per me s' avvicina               |
| DS 517/19          | -    | -                  | La Sabina                                      |
| DS 520/22          | -    | -                  | Mondarisi                                      |
| DS 523/25          | -    | I Caprara          | Fra città e campagna                           |
| DS 526/28          | -    | AA.VV.             | Il Blues oggi                                  |
| DS 529/31          | -    | AA.VV.             | La launeddas                                   |

### 33 giri ARCHIVI SONORI
| Numero di catalogo | Anno | Interprete                    | Titoli                                   |
| ------------------ | ---- | ----------------------------- | ---------------------------------------- |
| SdL/AS 1           | -    | Autori vari - Interpreti vari | I maggi della Bismantova - volume I      |
| SdL/AS 2           | -    | Autori vari - Interpreti vari | I maggi della Bismantova - volume II     |
| SdL/AS 3           | -    | Autori vari - Interpreti vari | Congrès de Carrare - volume I            |
| SdL/AS 4           | -    | Autori vari - Interpreti vari | Congrès de Carrare - volume II           |
| SdL/AS 5           | -    | Autori vari - Interpreti vari | Il Nigra cantato - volume I              |
| SdL/AS 6           | -    | Autori vari - Interpreti vari | Venezuela - In questo momento guerriglia |
| SdL/AS 7           | -    | Autori vari - Interpreti vari | I fatti di Milano                        |
| SdL/AS 8           | -    | Autori vari - Interpreti vari | Angola chiama                            |
| SdL/AS 9           | -    | Autori vari - Interpreti vari | S O S - Radio Nuova Resistenza           |
| SdL/AS 10          | -    | Autori vari - Interpreti vari | Roma - La borgata e la lotta per la casa |
| SdL/AS 11          | -    | Autori vari - Interpreti vari | Milano - Lotta operaia alla Crouzet      |

### EP (tutti 33 giri in formato 17,5 cm[2])
| Numero di catalogo | Anno                          | Interprete | Titoli                                                                              |
| ------------------ | ----------------------------- | --- | ----------------------------------------------------------------------------------- |
| DS 1               | 1963                          | | Messaggio di Pietro Nenni                                                           |
| DS 2               | 1963                          | Gruppo corale della FIAP di Cuneo, I 5 del Gambero Verde di Fidenza, Mario De Micheli | Canti della resistenza italiana                                                     |
| DS 3               | 1963                          | Ivan Della Mea e Sandra Mantovani | Canti e inni socialisti                                                             |
| DS 4               | 1963                          | Registrazione originale, Giovanna Daffini, Sandra Mantovani, Fausto Amodei, Michele L. Straniero                                                                                                  | Canti del lavoro                                                                    |
| DS 5               | 1963                          | Esecutori vari | Canti comunisti italiani                                                            |
| DS 6               | 1963                          | Foresto Ciuti, Augusta Antonelli, Sandra Mantovani, Fausto Amodei, Michele L. Straniero | Canti anarchici                                                                     |
| DS 7               | 1963                          | Esecutori vari | Il povero soldato                                                                   |
| DS 8               | 1963                          | Esecutori vari | Canti della Resistenza italiana 2                                                   |
| DS 9               | 1963                          | Sandra Mantovani e Nuovo Canzoniere Italiano | Canti e inni socialisti 2                                                           |
| DS 10              | 1963                          | Esecutori vari | Canti del lavoro 2                                                                  |
| DS 11              | 1963                          | Giovanna Daffini e Foresto Ciuti | Canti anarchici 2                                                                   |
| DS 12              | 1963                          | Rina Varotto | Canti comunisti italiani 2                                                          |
| DS 13              | 1963                          | Nuovo Canzoniere Italiano | Il povero soldato 2                                                                 |
| DS 14              | 1963                          | Ivan Della Mea e Sandra Mantovani | Canzoni dal carcere                                                                 |
| DS 15              | 1963                          | Registrazione originale | Canzoni in osteria                                                                  |
| DS 16              | 1963                          | Sandra Mantovani, Nuovo Canzoniere Italiano | Santi del mio paese                                                                 |
| DS 18              | 1963'                         | Giovanna Daffini | La donna lombarda                                                                   |
| DS 19              | 1963                          | Ivan Della Mea | Ballate della violenza                                                              |
| DS 20              | 1963                          | Esecutori vari | Canti repubblicani                                                                  |
| DS 21              | 1963                          | Giovanna Marini | Lu picurare - canzoni popolari abruzzesi                                            |
| DS 22              | 1964 e ristampa febbraio 1965 | Caterina Bueno | La brunettina - Canzoni, rispetti e stornelli toscani                               |
| DS 23              | 1964                          | Luisa Ronchini | Nineta cara - Canzoni popolari veneziane                                            |
| DS 24              | 1964                          | Maria Monti | Le canzoni del no                                                                   |
| DS 25              | 1964                          | Dario Fo e Fiorenzo Carpi | Le canzoni di ''Settimo: ruba un po' meno''                                         |
| DS 26              | 1964                          | Maria Monti e Gigi Proietti | Can Can degli italiani                                                              |
| DS 27              | 1964                          | Milly | Milly 2                                                                             |
| DS 28              | 1964                          | Sandra Mantovani e Giovanna Daffini | Canti anarchici 3                                                                   |
| DS 29              | 1964                          | Giovanna Daffini, Caterina Bueno, Giuseppe Ganduscio, Gruppo padano di Piadena, Adelaide Bona, Giovanna Marini                                                                                    | Canti del lavoro 3                                                                  |
| DS 30              | 1964                          | Milly | Proposte per Milly                                                                  |
| DS 32              | 1964                          | Giovanna Daffini | La mariuleina - Canzoni padane                                                      |
| DS 33              | 1964                          | Gruppo padano di Piadena | La legge del padrone                                                                |
| DS 35              | 1964                          | Silvano Spadaccino | Il cammino senza speranza                                                           |
| DS 36              | 1964                          | Ivan Della Mea | Ho letto sul giornale                                                               |
| DS 37              | 1964                          | Giovanna Marini, Maria Teresa Bulciolu, Eustachio Fiore, Sandra Mantovani, Fausto Amodei, Michele L. Straniero, Palma Facchetti, Caterina Zanchi, Angelina Brenna, Antonio Provenza e N. Altamore | Canti del lavoro 4                                                                  |
| DS 38              | 1965                          | Palma Facchetti e Maria Facchetti | Canti religiosi lombardi                                                            |
| DS 40              | 1965                          | Laura Betti | Ordine e disordine                                                                  |
| DS 41              | 1965                          | Fausto Amodei | Canzoni didascaliche                                                                |
| DS 42              | 1965                          | Gualtiero Bertelli | Sta bruta guera che no xe finia                                                     |
| DS 43              | Settembre 1965                | Ivan Della Mea | La mia vita ormai                                                                   |
| DS 46              | 1965                          | Giovanna Marini e Maria Teresa Bulciolu | La disispirata - Canzoni popolari sarde                                             |
| DS 47              | 1964 e ristampa novembre 1964 | Caterina Bueno, Giovanna Marini e Giuseppe Ganduscio | Canzoni dal carcere 2                                                               |
| DS 48              | 1965                          | Milly | Milly 1                                                                             |
| DS 49              | 1965                          | Caterina Bueno e Fenisia Baldini | Canti e inni socialisti 3                                                           |
| DS 50              | 1965                          | Ivan Della Mea e Giovanna Daffini | Canti del lavoro 5                                                                  |
| DS 52              | Dicembre 1965                 | Rudi Assuntino | Uccidi e capirai                                                                    |
| DS 53              | Dicembre 1965                 | Esecutori vari | Canti della Resistenza italiana 8                                                   |
| DS 56              | Luglio 1964                   | Esecutori vari | Quantu Basilicò - Canzoni siciliane d'amore                                         |
| DS 64              | 1966                          | Mario Scaccia e Giusi Raspani Dandolo | Parlano i servi                                                                     |
| DS 65              | 1966                          | Ignazio Buttitta | Poesie di Ignazio Buttitta                                                          |
| DS 66              | 1967                          | Ernesto "Che" Guevara | Parla Che Guevara                                                                   |
| DS 67              | 1967                          | Gruppo del Canzoniere Pisano | Canzoni per il Potere Operaio                                                       |
| DS 68              | 1968                          | Alberto D'Amico | Il mio partito saluta Mosca                                                         |
| DS 69              | 1968                          | Gruppo del Canzoniere Pisano | Quella notte davanti alla Bussola                                                   |
| DS 71              | 1969                          | Ho Chi Minh | Messaggio al popolo italiano - Presentazione di Lelio Basso - Ballata di Ho Chi Min |
| DS 72              | 1970                          | Peppino Marotto | Sa bandiera ruja. Nuove canzoni di Orgosolo                                         |
| DS 73              | 1970                          | Canzoniere di Rimini | Avola 2 dicembre 1968                                                               |
| DS 74              | 1971                          | Pia Carena Leonetti | Una donna a "L'Ordine Nuovo"                                                        |
| DS 75              | 1972                          | Diego De Palma | Io vi parlo di Milano                                                               |
| DS 76              | 1972                          | Gianni Nebbiosi | E ti chiamaron matta                                                                |
| DS 78              | 1972                          | Ivan Della Mea | La nave dei folli                                                                   |

### 45 giri
| Numero di catalogo | Anno         | Interprete                                                                                                 | Titoli                                              |
| ------------------ | ------------ | --- | --------------------------------------------------- |
| DS 200             | 1965         | Gruppo padano di Piadena e Banda cittadina di Mirandola                                                    | L'Internazionale/Inno di Garibaldi/Fischia il vento |
| DS 201             | 1965         | Sandra Mantovani, Giovanna Daffini, Banda e coro di Salsomaggiore Terme, Corpo bandistico "Città di Carpi" | Bandiera rossa / Bella ciao / La lega               |
| DS 204             | 1966         | Esecutori vari                                                                                             | Noi lo chiamiamo Vietnam/Ballo tondo del Vietnam    |
| DS 205             | Ottobre 1966 | Ivan Della Mea                                                                                             | O cara moglie/Io ti chiedo di fare all'amore        |
| DS 206             | Gennaio 1967 | Gualtiero Bertelli                                                                                         | Vedrai com'è bello/Gli ingranaggi                   |
| DS 207             | 1967         | Michele L. Straniero                                                                                       | No alla guerra/Bella ciao                           |
| DS 208             | 1970         | Ivan Della Mea e Paolo Ciarchi                                                                             | O cara moglie/Piccolo uomo                          |
| DS 209             | 1971         | Mondine di Trino Vercellese                                                                                | Sentite buona gente/La sfilata - comizio            |
| DS 210             | 1972         | Fausto Amodei                                                                                              | Sciopero interno/Nei reparti della FIAT             |
| DS 211             | 1972         | Franco Rusnati                                                                                             | Gli sfruttati/Padroni ci volete spaventare          |
| DS 212             | 1972         | Lillo Spina                                                                                                | È giunta l'ora/Madame Pollack                       |
| DS 213             | 1973         | Gruppo italo-svizzero Bruttisellen                                                                         | Mattmark/Ballata dell'emigrazione                   |

### 45 giri - Serie Linea Rossa
| Numero di catalogo | Anno       | Interprete                          | Titoli                                                                      |
| ------------------ | ---------- | ----------------------------------- | --------------------------------------------------------------------------- |
| LR 45/1            | 1967       | Rudi Assuntino                      | E lui ballava/Stornelli presidenziali                                       |
| LR 45/2            | 1967       | Gualtiero Bertelli e Luisa Ronchini | Tera e acqua/A Porto Marghera                                               |
| LR 45/3            | 1967       | Ivan Della Mea e Giovanna Marini    | Ciò che voi non dite/La linea rossa                                         |
| LR 45/4            | 1967       | Giovanna Daffini                    | Festa d'aprile/Ama chi ti ama                                               |
| LR 45/5            | 1967       | Paolo Ciarchi                       | Una cosa già detta/Piccolo uomo                                             |
| LR 45/6            | 1967       | Michele L. Straniero                | Preghiera del marine/La Révolution                                          |
| LR 45/7            | 1967       | Gualtiero Bertelli                  | Nina ti te ricordi/Vorrei credervi on. Moro                                 |
| LR 45/8            | 1967       | Rosa Balistreri                     | Picciriddi unni iti/C'erano tri surelli/O cuntadinu sutta lu zappuni        |
| LR 45/9            | 1967       | Gruppo Padano di Piadena            | Canicossa e Balduchelli/El fusil del me pupà                                |
| LR 45/10           | 1967       | Clebert Ford                        | Woke up this morning/Terry Roberts                                          |
| LR 45/11           | Marzo 1968 | Paolo Pietrangeli                   | Risoluzione dei comunardi/Il vestito di Rossini/Contessa                    |
| LR 45/12           | 1968       | Ivan Della Mea e Paolo Ciarchi      | Creare due tre molti Vietnam/Comandante Che Guevara                         |
| LR 45/13           | 1968       | Paolo Pietrangeli                   | Valle Giulia/Repressione/Uguaglianza                                        |
| LR 45/14           | 1969       | Gualtiero Bertelli e Luisa Ronchini | Sulla linea di condotta.../Piccola donna                                    |
| LR 45/15           | 1969       | Paolo Pietrangeli / Rudi Assuntino  | Violette/E lui ballava                                                      |
| LR 45/16           | 1970       | Canzoniere Popolare Veneto          | Ballata dell'affitto/Povero Pinelli/Via via la polizia                      |
| LR 45/17           | 1970       | Rosaria Guacci                      | Ballata del Pinelli/Saltarelli                                              |
| LR 45/18           | 1971       | Cicciu Busacca                      | Mi 'nni vaju 'nta la luna/Comu canciari 'stu munnu                          |
| LR 45/19           | 1972       | Ivan Della Mea                      | Ballata per Franco Serantini/Davanti a San Giulio                           |
| LR 45/20           | 1974       | Giovanna Marini                     | Libertà per Marini/Voglio la mia libertà                                    |
| LR 45/21           | 1974       | Paola Nicolazzi                     | Compagno Marini/Figli della plebe/E verrà il dì che innalzerem le barricate |